# 劳拉·林德曼
劳拉·林德曼（德語：Laura Lindemann，1996年6月26日—），德国女子铁人三项运动员，2022年欧洲铁人三项锦标赛女子个人和混合团体银牌得主、2024年夏季奥林匹克运动会混合接力金牌得主。